# Alquitrán del tabaco
Alquitrán es el nombre común para la materia resinosa, parcialmente combustionada producida por la combustión del tabaco y otras materias vegetales mientras se fuma.

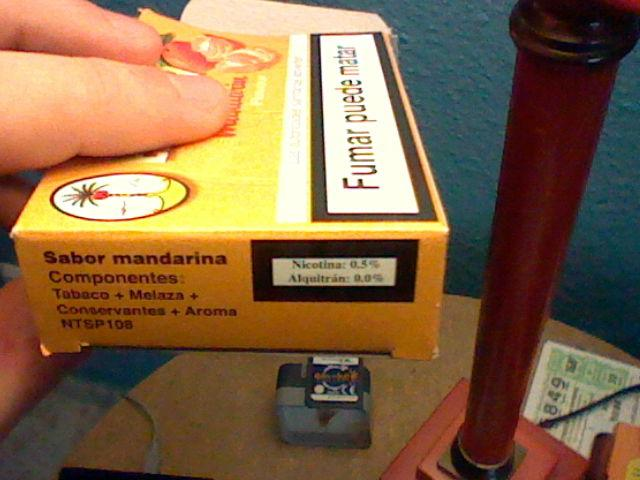
Porcentaje de nicotina y alquitrán en la marca El Nakhla

El tabaco no contiene alquitrán pero si nicotina. Por esa razón, algunos paquetes de tabaco aparecen como libres de alquitrán al mismo tiempo que contienen nicotina (ver fotografía).
El alquitrán está presente en los cigarrillos como agente aglutinante del tabaco picado y liado dentro de la envoltura de papel de fumar.

## Contenido
Sin embargo, en general en los paquetes de cigarrillo no se indica el contenido de ambos elementos sino la emisión obtenida con la combustión de un cigarrillo. El contenido de alquitrán y nicotina de la emisión es obtenida mediante el método ISO/FTC. Este método hace uso de una máquina que fuma un cigarrillo siguiendo un estricto protocolo de inhalaciones y tiempo entre estas. A continuación, el humo obtenido es analizado para determinar la composición del mismo.

## Producción
En estricto rigor, no es necesario combustionar el tabaco para obtener alquitrán de él. Así, por ejemplo, un vaporizador es capaz de obtener alquitrán simplemente calentando el tabaco. En sentido estricto, este sería un auténtico alquitrán ya que, tradicionalmente, los alquitranes son solo destilados. Al combustionar el tabaco no solo se obtiene alquitrán, sino un conjunto adicional de sustancias obtenidas de la combustión parcial de algunas de las sustancias presentes naturalmente en el tabaco. Es decir, el alquitrán del tabaco combustionado contiene muchas más sustancias que el alquitrán obtenido mediante destilación.

## Toxicidad
El alquitrán es tóxico y daña los pulmones del fumador con el transcurso del tiempo mediante varios procesos bioquímicos y mecánicos.
El alquitrán también daña la boca deteriorando y oscureciendo los dientes, dañando las encías (causando acumulación de sarro y periodontitis) y desensibilizando las papilas gustativas.
El alquitrán incluye la mayoría de los agentes mutagénicos y carcinogénicos en el humo del tabaco (IARC, 1986). Los hidrocarburos aromáticos policíclicos, por ejemplo, son genotóxicos vía epoxidación.
En efecto, el alquitrán es el responsable de todos los daños que causa el consumo de cigarrillos.

## Efectos
El alquitrán, cuando está en los pulmones, cubre los cilios causando que dejen de trabajar y, finalmente, que mueran, causando enfermedades como cáncer de pulmón y EPOC, ya que las partículas tóxicas en el humo del tabaco ya no son atrapadas por los cilios sino que entran directamente en los alvéolos. Como resultado, los alvéolos no pueden continuar con el intercambio de gases, lo cual causa dificultades al respirar. En efecto, para una persona asmática esto pudiera llegar a ser fatal.